# Langung
Langung is een bestuurslaag in het regentschap Aceh Barat van de provincie Atjeh, Indonesië. Langung telt 1850 inwoners (volkstelling 2010).